# خوزئیتو
خوزئیتو (انگلیسی: Joseíto؛ ۲۳ دسامبر ۱۹۲۶ – ۱۲ ژوئیهٔ ۲۰۰۷) بازیکن فوتبال اهل اسپانیا بود.
از باشگاه‌هایی که در آن بازی کرده‌است می‌توان به باشگاه فوتبال راسینگ سانتاندر، باشگاه فوتبال رایو وایکانو، باشگاه فوتبال زامورا، باشگاه فوتبال رئال مادرید، باشگاه فوتبال رئال وایادولید، و باشگاه فوتبال لوانته اشاره کرد.
وی همچنین در تیم ملی فوتبال اسپانیا بازی کرده‌است.